# Anessa e Beuluòc
Anessa e Beuluòc (en francès Annesse-et-Beaulieu) és un municipi francès situat al departament de la Dordonya i a la regió de la Nova Aquitània.

## Demografia
| 1962                                       | 1968 | 1975 | 1982 | 1990  | 1999  | 2007  |
| ------------------------------------------ | ---- | ---- | ---- | ----- | ----- | ----- |
| 531                                        | 553  | 631  | 826  | 1.099 | 1.250 | 1.442 |
| Des de 1962: població sense dobles comptes |      |      |      |       |       |       |

## Administració
| Període   | Identitat         | Partit |
| --------- | ----------------- | ------ |
| 1945-1989 | François Labrue   |        |
| 1989-1995 | René Coudenne     |        |
| 1995-2001 | Philippe Broquart |        |
| 2001-     | Jean-Louis Simon  | PS     |